# Mark Fodya
Mark Fodya (ur. 22 grudnia 1997 w Blantyre) – piłkarz malawijski grający na pozycji lewego obrońcy. Jest wychowankiem klubu Silver Strikers.

## Kariera klubowa
Swoją karierę piłkarską Fodya rozpoczął w klubie Griffin Young Stars. Następnie grał w Surestream Academy i Wizards Chilomoni. W 2016 roku przeszedł do Silver Strikers. W sezonie 2020/2021 wywalczył z nim wicemistrzostwo Malawi.

## Kariera reprezentacyjna
W reprezentacji Malawi Fodya zadebiutował 9 lipca 2021 w zremisowanym 2:2 meczu COSAFA Cup 2021 z Zimbabwe, rozegranym w Port Elizabeth. W 2022 roku został powołany do kadry na Puchar Narodów Afryki 2021. Na tym turnieju zagrał w jednym meczu, w 1/8 finału z Marokiem (1:2).